# Pruszcz (gmina)
Pruszcz – gmina miejsko-wiejska w województwie kujawsko-pomorskim, w powiecie świeckim. W latach 1975–1998 gmina położona była w województwie bydgoskim.
Siedziba gminy to Pruszcz. Część gminy znajduje się na terenie Nadwiślańskiego Parku Krajobrazowego.
Według danych z 1 stycznia 2012 gmina liczyła 9562 mieszkańców.

## Struktura powierzchni
Według danych z roku 2005 gmina Pruszcz ma obszar 141,96 km², w tym:
- użytki rolne: 87%
- użytki leśne: 3%

Gmina stanowi 9,64% powierzchni powiatu.

## Demografia

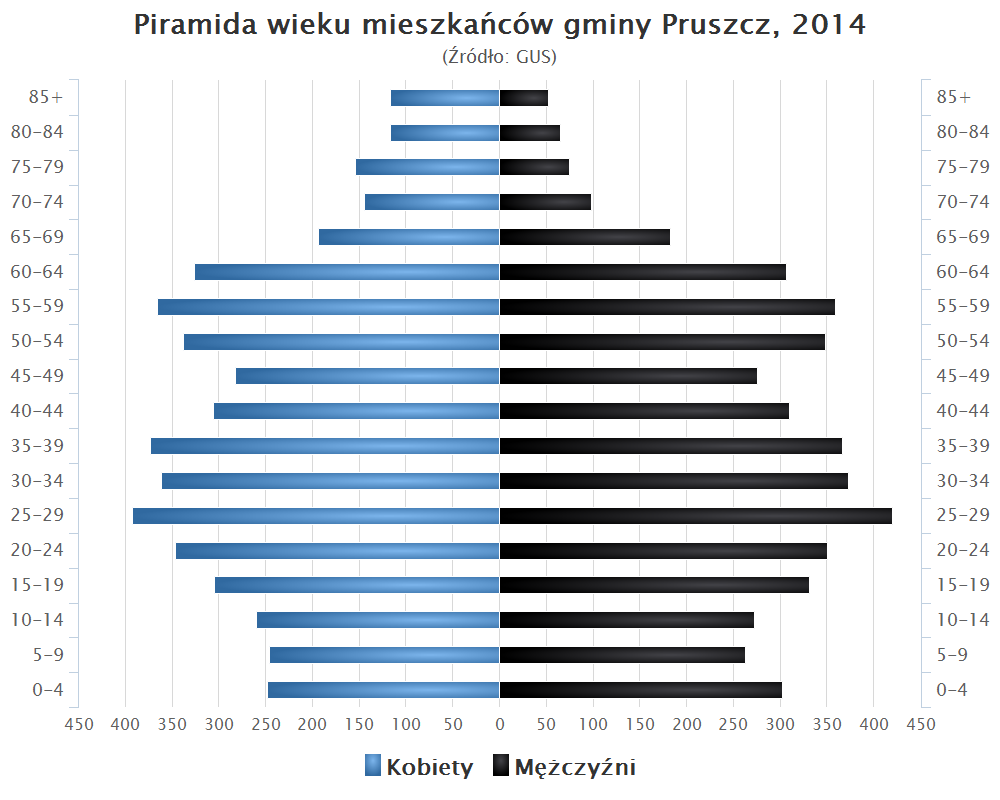
Piramida wieku mieszkańców gminy Pruszcz w 2014 roku

Dane z 30 czerwca 2004:
| Opis                              | Ogółem | Ogółem | Kobiety | Kobiety | Mężczyźni | Mężczyźni |
| --------------------------------- | ------ | ------ | ------- | ------- | --------- | --------- |
| jednostka                         | osób   | %      | osób    | %       | osób      | %         |
| populacja                         | 9272   | 100    | 4800    | 51,8    | 4472      | 48,2      |
| gęstość zaludnienia (mieszk./km²) | 65,3   | 65,3   | 33,8    | 33,8    | 31,5      | 31,5      |

## Transport

### Komunikacja publiczna
Od 1 września 2020 funkcjonujące na terenie gminy i organizowane przez nią linie autobusowe są bezpłatne dla pasażerów.

### Transport drogowy
Drogi przebiegające przez teren gminy:
- E261 S5 5 (Świecie – Zbrachlin – Bydgoszcz – Poznań – Wrocław – Lubawka granica państwa  z Czechami )
- 248 (Zbrachlin – Topolno – Borówno)

### Transport kolejowy
Przez teren gminy przebiegają dwie linie kolejowe o znaczeniu państwowym:
- 131 (Chorzów Batory – Bydgoszcz Główna – Pruszcz Pomorski – Laskowice Pomorskie – Tczew)
- 201 (Nowa Wieś Wielka – Bydgoszcz Leśna – Maksymilianowo – Serock – Wierzchucin – Kościerzyna – Gdynia Port)

## Sport

### Infrastruktura
W 2020 roku w Pruszczu została oddana do użytku pełnowymiarowa hala sportowa. Powierzchnia użytkowa budynku wynosi 3100 m kw. Na trybunach mogą zasiąść 204 osoby.

### Kluby sportowe
W gminie Pruszcz działają następujące kluby:
- Start Pruszcz – piłka nożna, IV liga
- Pomorzanin Serock – piłka nożna, IV liga

## Ochrona przyrody

### Parki krajobrazowe
Wschodnia część gminy położona jest na terenie Nadwiślańskiego Parku Krajobrazowego wchodzącego w skład Zespołu Parków Krajobrazowych Chełmińskiego i Nadwiślańskiego. Obszar ten wynosi 1975 ha i obejmuje zbocze doliny Wisły oraz jej dolinę stanowiącą korytarz ekologiczny o znaczeniu kontynentalnym. Występują tutaj liczne siedliska chronionych ptaków, chrząszczy i roślin.

### Rezerwaty przyrody
Od 1991 roku projektowany jest rezerwat krajobrazowy Parów Cieleszyński obejmujący najatrakcyjniejszy fragment parowu. Na jego terenie znajdują się 3 wychodnie piaskowców i zlepieńców plejstoceńskich wraz z nie w pełni wykształconymi jaskiniami. Na zboczach zachodzą dynamiczne procesy denudacyjne, a w Strudze Niewieścińskiej korytowe. Pod względem roślinnym rosną tutaj: szczawik zajęczy, śledziennica skrętolistna, skrzyp zimowy oraz turzyca prosowa rosnąca na torfowiskach źródliskowych.

### Użytki ekologiczne
W granicach jednostki administracyjnej znajdują się takie użytki ekologiczne jak: 
- bagno na terenie wsi Serock, Nadleśnictwo Zamrzenica (zachodnie krańce gminy), na oddziałach leśnych nr 173Ah, Bb, Bd, Bg
- łąki na terenie wsi Topolno, Nadleśnictwo Żołędowo (wschodnia część gminy), na oddziałach leśnych nr 1Ab, Ad, Ah, Ai, Al

### Obszary chronionego krajobrazu
Na obszarze gminy zlokalizowane są dwa fragmenty obszarów chronionego krajobrazu:
- w północno-wschodniej części Nadwiślański Obszar Chronionego Krajobrazu na obszarze wsi Parlin
- w północno-zachodniej części Obszar Chronionego Krajobrazu Zalewu Koronowskiego na terenie wsi Serock.

### Natura 2000
Wschodnią część gminy zajmują dwa obszary Natura 2000:
- Dolina Dolnej Wisły PLB040003 OSO
- Solecka Dolina Wisły PLH040003 SOO

### Pomniki przyrody
Na terenie gminy znajduje się 37 pomników przyrody ożywionej i 2 nieożywionej.
Rosnąca na terenie gminy aleja jarzębów szwedzkich z okazami powyżej 300 cm w obwodzie była jedyną aleją drzew tego gatunku w woj. kujawsko-pomorskim.

## Turystyka

### Walory antropogeniczne
Walory antropogeniczne gminy Pruszcz:
- wczesnośredniowieczne grodzisko Talerzyk
- kościół sakralny pw. Nawiedzenia NMP w Topolnie zbudowany w latach 1681 – 1683 z fundacji Adama Konarskiego dla sprowadzonych tu w 1649 roku Paulinów z Jasnej Góry. Nieopodal tej barokowej, murowanej i bogato dekorowanej świątyni znajduje się zespół pałacowo – parkowy z okresu Rzeczypospolitej Obojga Narodów – siedziba Zgromadzenia Sióstr Pasterek oraz pozostałości zabudowy dawnego folwarku
- kościół pw. św. Jakuba z 1865 roku znajdujący się w Niewieścinie
- w Łowinie znajduje się dom z kuźnią pochodzący z XIX wieku. Z wyposażenia kuźni zachował się skórzany miech i pień pod kowadło oraz nieliczne narzędzia kowalskie
- kościół poewangelicki pw. św. Andrzeja Bobolii w Wałdowie z XIX wieku będący kościołem filialnym parafii Pruszcz
- w Gołuszycach znajduje się Zespół Dworsko – Parkowy. Obejmuje dwór wzniesiony około 1880 roku, kaplicę z 1929 roku i park krajobrazowy ze zbiornikiem wodnym oraz zabytkowym drzewostanem z dwoma pomnikami przyrody

## Rekreacja
Na terenie gminy wytyczono w 2022 roku trzy trasy przeznaczone do uprawiania nordic walkingu: zieloną, czerwoną oraz czarną, które częściowo nachodzą na siebie, a ich długość wynosi odpowiednio: 5,2 km, 8,2 km oraz 17,4 km. Obejmują one walory gminy znajdujące się na obszarze Nadwiślańskiego Parku Krajobrazowego, takie jak: grodzisko Talerzyk w Topolnie, barokowy kościół pw. Nawiedzenia NMP w Topolnie czy Parów Cieleszyński.

## Miejscowości w Gminie Pruszcz

### Sołectwa
Bagniewko, Brzeźno, Cieleszyn, Gołuszyce, Grabówko, Luszkówko, Łaszewo, Łowin, Łowinek, Małociechowo, Mirowice, Niewieścin, Parlin, Pruszcz, Rudki, Serock, Topolno, Wałdowo, Zawada, Zbrachlin.

### Pozostałe miejscowości
Bagniewo, Grabowo, Konstantowo, Luszkowo, Nieciszewo, Trępel.

## Sąsiednie gminy

### Powiat bydgoski
Dobrcz, Koronowo

### Powiat chełmiński
Chełmno, Unisław

### Powiat świecki
Bukowiec, Świecie, Świekatowo